# كولين تايلور (صحفية)
كولين تايلور (بالإنجليزية: Colleen Taylor)‏ هي صحفية أمريكية، ولدت في 2 يناير 1984.